# Coronilla valentina
La coronil·la glauca (Coronilla valentina) és una espècie de planta del gènere Coronilla de la família Fabaceae. És una planta nativa de la península Ibèrica, i es troba els Països Catalans, Croàcia i Dalmàcia. És un arbust de fulla persistent que assoleix els 80 cm d'alt. Les flors, que apareixen a la primavera i l'estiu, són grogues. Els fruits, els llegums, són prims.
Viu en sòls rocosos calcaris, des del nivell del mar fins a uns 1000 m d'altitud. Es cultiven en jardineria. La subespècie C. valentina subsp. glauca (sinònim C. glauca) i el seu cultivar "Citrina" han guanyat el premi del mèrit en jardineria de la Royal Horticultural Society. Ja Linnaeus va observar que les flors, de dia, tenen una gran fragància, i de nit gairebé no en tenen.

## Galeria

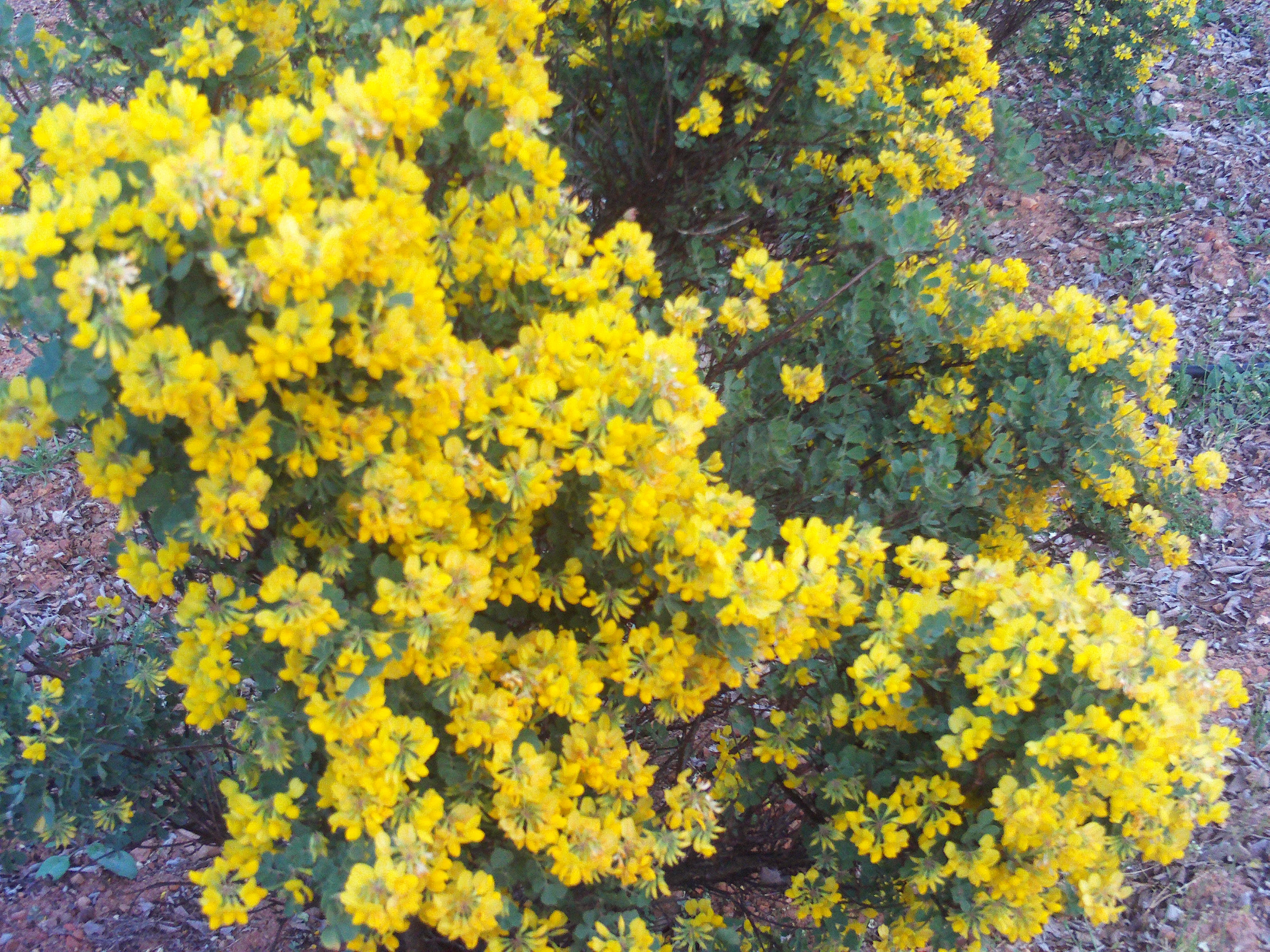
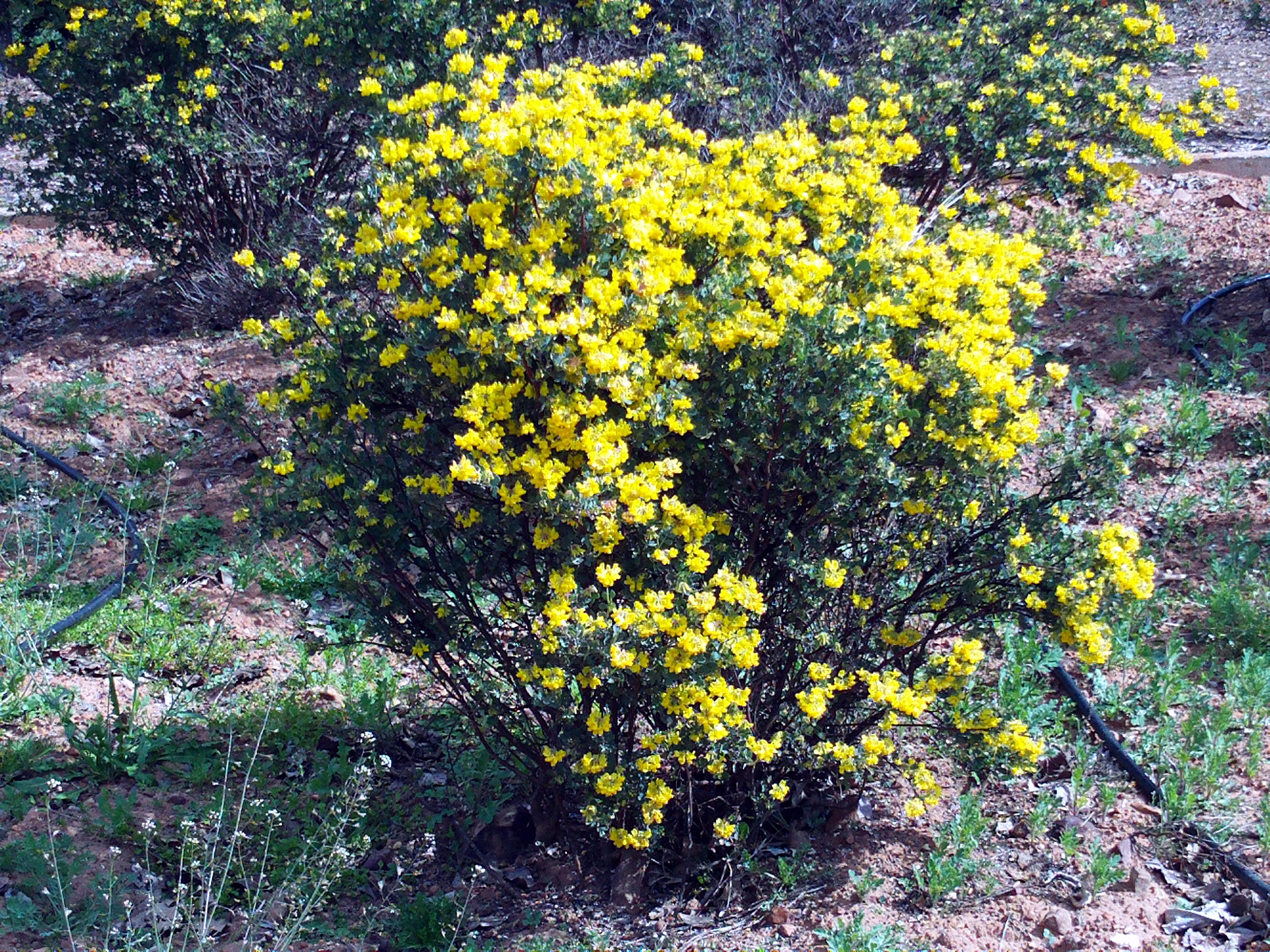
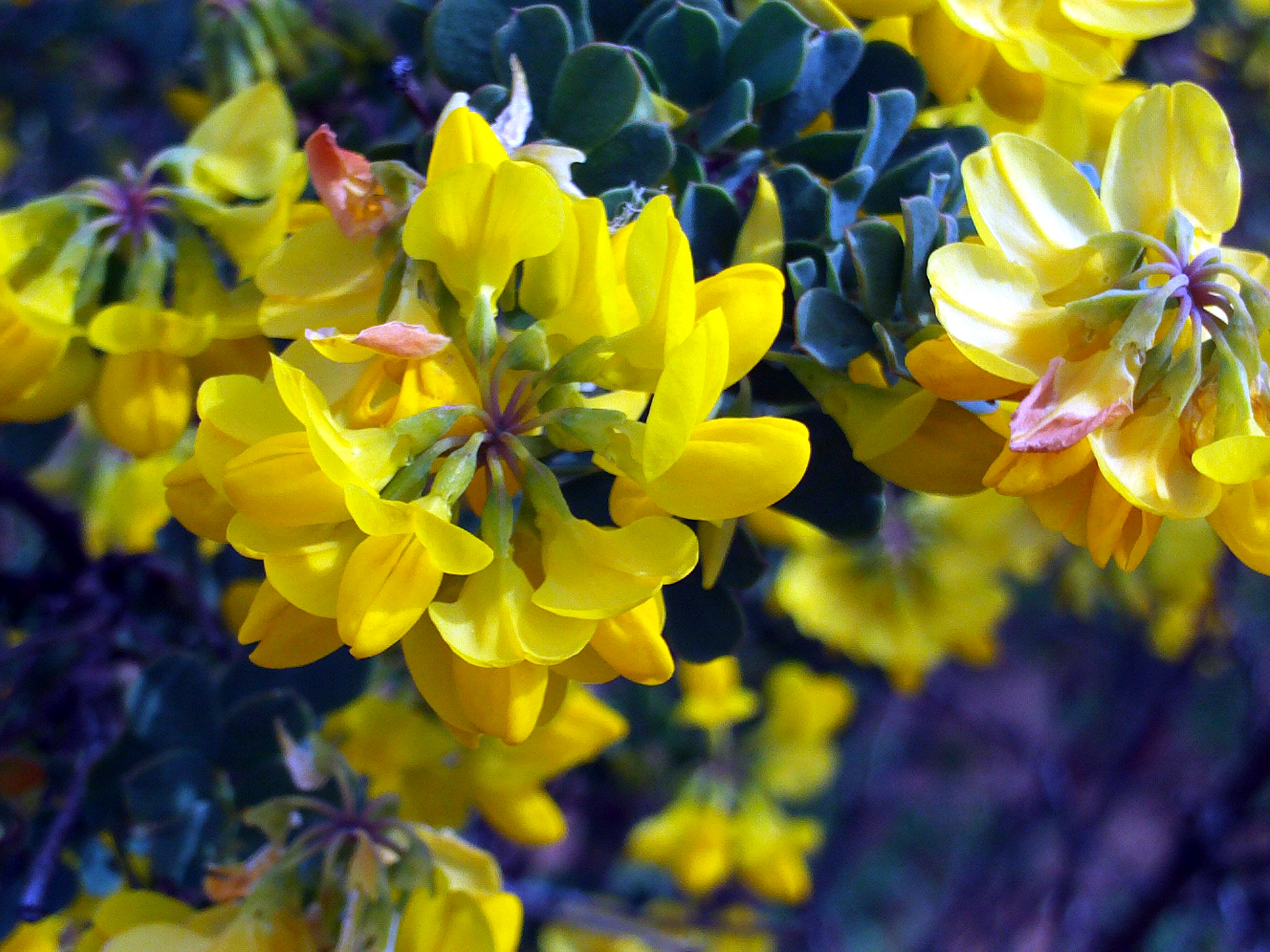
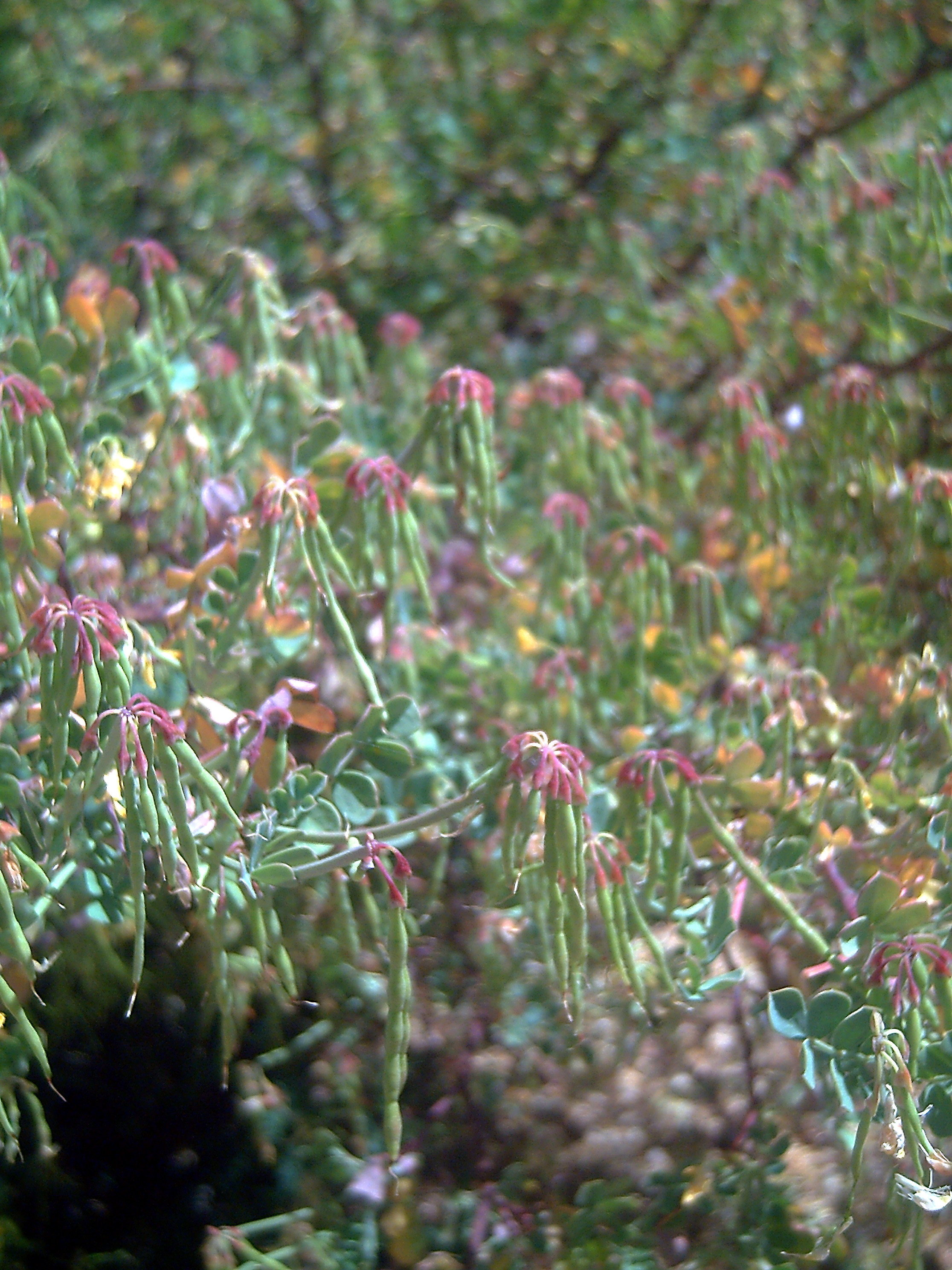